# Едвін Голл
Е́двін Ге́рберт Голл (англ. Edwin Herbert Hall; 7 листопада 1855 — 20 листопада 1938) — американський фізик, який відкрив ефект Голла. Проводив термоелектричні дослідження в Гарварді, де він написав багато підручників та прикладних методичних матеріалів.

## Життєпис
Едвін Голл народився 7 листопада 1855 року в Ґоремі, Мен, США. Початкову освіту Голл здобував у коледжі Бовдвіна (Брансвік), який закінчив у 1875 році. Вищу освіту Голл здобув в університеті Джона Гопкінса, де захистив докторську дисертацію у 1880 році. Ще будучи студентом, Голл почав проводити свої перші експерименти.
У 1881—1921 працював у Гарвардському університеті. З 1895 року Едвін Голл професор у Гарварді. Його праці присвячені термоелектриці, електро- і теплопровідності металів, термомагнітним та електромагнітним ефектам у залізі.
Відкриття ефекту Голла
Ефект Голла був відкритий Едвіном у 1879 році, коли він працював над своєю докторською дисертацією. Свій експеримент Голл проводив на золотій пластинці, розміщеній на склі, при пропусканні через неї електричного струму виникала різниця потенціалів на бокових краях пластини (не обов'язково золотої, використовувалися і напівпровідникові матеріали). Ця різниця потенціалів виникала внаслідок прикладення магнітного поля, перпендикулярно до площини пластинки (голлівського елементу). Відношення голлівської напруги до величини поздовжнього струму, сьогодні знане як «голлівський опір», характеризує матеріал, з якого виготовлений елемент Голла. У 1880 році ці експерименти були опубліковані, як докторські тези в часописі American Journal of Science, а також у Philosophical Magazine.

## Праці Голла
- A Text-Book of Physics (1891; третє видання, 1903), разом з Дж. Берген
- Elementary Lessons in Physics (1894; 1900)
- The Teaching of Chemistry and Physics (1902), разом з А. Сміт
- College Laboratory Manual of Physics (1904; переглянуте видання, 1913)
- Elements of Physics (1912)